# メガネツインズ
「メガネツインズ」はシンガーソングライター・高橋優と東京事変のベーシスト・亀田誠治によるユニット。2012年に結成された。

## 概要
2012年結成。当初は毎年福島県で開催されている「風とロック芋煮会」の限定ユニットだったが、2015年の同イベントで初のオリジナル曲「メガネが割れそう」が披露され、同楽曲が高橋優のシングル「さくらのうた」に収録されたことを皮切りに、以後の高橋のシングル作品にはメガネツインズの楽曲が1曲収録されている。
2019年には、メガネツインズとして初の配信シングル「メガネザル」がリリースされたほか、ユニットとして初の全国ツアーを開催した。

## 楽曲
|   | リリース日     | 作品名                 | 収録シングル   |
| - | -------------- | ---------------------- | -------------- |
| 1 | 2016年3月9日   | メガネが割れそう       | さくらのうた   |
| 2 | 2016年6月22日  | サングラス             | 産まれた理由   |
| 3 | 2016年8月31日  | 視力検査               | 光の破片       |
| 4 | 2017年4月12日  | ドライアイ             | ロードムービー |
| 5 | 2017年7月26日  | Fitting                | 虹/シンプル    |
| 6 | 2017年11月22日 | ゴーグル               | ルポルタージュ |
| 7 | 2018年5月30日  | メガネツインズのテーマ | プライド       |
| 8 | 2018年9月19日  | First and Last Love    | ありがとう     |
| 9 | 2019年6月18日  | メガネザル             | 配信限定       |